# Mirjam Vire-Tuominen
Terttu Mirjam Vire-Tuominen, född 15 augusti 1919 i Kuhmois, död 24 augusti 2011 i Helsingfors, var en finländsk kommunistisk politiker och aktivist inom fredsrörelsen. Hon mottog Lenins fredspris år 1965.
Vire-Tuominen var generalsekreterare för Fredskämparna i Finland 1949–1975 och generalsekreterare för Kvinnornas Demokratiska Världsförbund 1978–1987. Hon representerade Demokratiska förbundet för Finlands folk i Finlands riksdag mellan 1970 och 1979.
Vire-Tuominens bok om Rosa Luxemburg, Kuka oli Rosa Luxemburg?, utkom år 1995. Vire-Tuominen gick under 1960-talet med i den minoritetskommunistiska rörelsen inom Finlands kommunistiska parti. Hon hade gått med i själva partiet år 1946. Under Vire-Tuominens ledning uttryckte Fredskämparna i Finland sitt stöd åt Sovjetunionens ockupation av Tjeckoslovakien år 1968, ett ställningstagande som fick hård kritik från både höger och vänster.